# Paulie Walnuts
Peter Paul Gualtieri zwany Paulie Walnuts – fikcyjna postać występująca w serialu Rodzina Soprano wyprodukowanym przez HBO. Postać tę grał Tony Sirico. Gualtieri jest kapitanem rodziny Soprano; swój pseudonim „Paulie Walnuts” zyskał kiedy napadł na ciężarówkę wyładowaną orzechami włoskimi, gdyż myślał, że jest w niej wysokiej klasy sprzęt elektroniczny.